# Rhadinocentrus ornatus
Rhadinocentrus ornatus är en fiskart som beskrevs av Regan, 1914. Rhadinocentrus ornatus ingår i släktet Rhadinocentrus och familjen Melanotaeniidae. Inga underarter finns listade i Catalogue of Life.